# Janez Pavlin (misijonar)
Father John Pavlin
Janez Pavlin, slovenski rimskokatoliški duhovnik in misijonar, * z. december 1848, Podbrezje, † 11. januar 1896, Faribault, Minnesota.
Rodil se je očetu Alešu Paulin iz Zadrage in materi Marjani (rojeni Kosmač, por. Jalen, por. Paulin). Pavlin je po gimnaziji, katero je leta 1870 končal v Ljubljani, odšel v ZDA, tam v Milwaukeu dovršil bogoslovje in bil  15. marca 1873 posvečen v duhovnika.  Najprej so ga poslali v Belle Prairie za pomočnika misijonarju J.F. Buhu, od tam je obiskoval misijonske postaje Rich Prairie, Little Falls, Two Rivers in Long Prairie. Leta 1874 je postal župnik v Austinu, (Minnesota), 1875 v Northfieldu, (Minnesota), od koder je oskrboval misijone Hagelwood, Farmington in Cannon Falls, 1877 pa župnik v Faribaultu, kjer je ostal do svoje smrti. Bil je zgleden duhovnik, dober poznavalec angleškega in nemškega slovstva, izvrsten glasbenik, radodaren in dobrega srca. Svoje premoženje je po večini zapustil nabožnim in dobrodelnim ustanovam v ZDA.